# EveR-1
EveR-1 è un Androide femminile sviluppato da un team di scienziati sud coreani presso il Korea Institute of Industrial Technology. Il progetto è supervisionato da Baeg Moon-hong ed è stato svelato al pubblico al Kyoyuk MunHwa HoeKwan tenutosi a Seul il 4 maggio 2006. Il nome dell'androide deriva dalla unione tra il nome biblico Eve (in italiano Eva) e la lettera r da robot.
EveR-1 è in diretta competizione con gli androidi della serie Actroid. Gli Actroid sono sviluppati dalla Kokoro Dreams e dalla Università di Osaka in Giappone e furono presentati al International Robot Exhibition a Tokyo nel 2003. EveR-1 fu costruito nell'arco di un anno e con un costo di 300 milioni di won (pari a 321,000 dollari) forniti da un fondo statale.
Il viso di EveR-1 è composto partendo dal volto di due conosciute attrici coreani, mentre il modello del torso è quello di una cantante anche se le identità delle celebrità non sono mai state rivelate. EveR-1 pesa 50 Kilogrammi ed è alta 160 centimetri.
EveR-1 è capace di mimare attraverso il suo viso le emozioni umane di felicità e tristezza. Ciò avviene attraverso un sistema idraulico che produce i movimenti dell'androide. EveR-1 è dotata di un totale di 35 motori miniaturizzati localizzati in tutta la parte superiore del corpo. Attraverso questi motori EveR-1 può muovere la testa, le braccia e tutta la parte superiore del corpo. Può inoltre muovere le labbra in sincronia con la sua voce.
La pelle di EveR-1 è composta di un gel di silicone piegabile che al tatto si presenta molto simile alla pelle umana.
EveR-1 può distinguere 400 termini in lingua coreana ed in inglese e può rispondere vocalmente a domande poste associando alle risposte l'espressione facciale adeguata. I suoi occhi sono dotati di sensori che attraverso un software le permettono di rilevare il movimento degli oggetti. EveR-1 è quindi in grado di seguire con lo sguardo e muovendo la testa chi gli posto di fronte.

## EveR-2

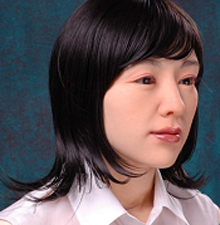
EveR-2 è più avanzato rispetto al suo predecessore, è il primo androide capace di cantare.

EveR-2 è il successore di EveR-1. È stata mostrata al pubblico al Robot World 2006 tenutosi a Seoul. È dotata di un sistema di visione migliorato, così come è stata migliorata l'abilità di esprimere emozioni. EveR-2 è ora capace di esprimere l'emozione di noia oltre alle già presenti espressioni di gioia, rabbia, dolore e felicità. È capace inoltre di cantare. Durante la cerimonia di apertura del Robot World 2006 EveR-2 ha intonato una ballata coreana dal titolo "I Will CLose My Eyes For You". Con questa dimostrazione EveR-2 è diventato il primo androide capace di cantare.
EveR-2 è alta 170 centimetri e pesa 60 kg. Il suo viso coperto da silicone ha una maggiore flessibilità. 29 motori ed una dozzina di giunture le consentono 23 gradi di libertà nelle espressioni facciali. In totale EveR-2 ha 25 gradi di libertà in più rispetto a EveR-1. La sua migliorata ricognizione e sintesi vocale unita alla migliore gestione delle espressioni le permettono una comunicazione ed interazione con gli umani più sofisticata.
Le piccole telecamere CCD di EveR-1 sono state sostituite con telecamere CCD Wide Range per una visione migliore.
A differenza di EveR-1, in cui solo la faccia era in gel siliconico e le mani erano in materiale soffice, EveR-2 ha l'intero corpo ricoperto in soffice pelle artificiale.

## Modelli futuri
La KITECH sta sviluppando i modelli successivi che saranno denominati EveR-3 e EveR-4. Il loro debutto è previsto nel 2010. Le nuove versioni di Eve dovrebbero essere in grado di camminare oltre che cantare e ballare. Saranno inoltre dotate di una intelligenza artificiale migliorata.
Una versione maschile è anch'essa in corso di sviluppo.